# Associação Desportiva Recreativa Cultural Icasa
Associação Desportiva Recreativa Cultural Icasa, eller oftast enbart Icasa, är en fotbollsklubb från Juazeiro do Norte i delstaten Ceará i Brasilien. Icasa grundades den 1 maj 1963. Klubben har per 2011 vunnit Campeonato Cearense vid ett tillfälle, 1992, och har deltagit i flera säsonger i Campeonato Brasileiro Série C.